# Hawthorn Football Club
Der Hawthorn Football Club ist eine Australian-Football-Mannschaft  aus Hawthorn, Victoria, die in der Australian Football League spielt. Das unter dem Namen „The Hawks“ (deutsch Die Falken) bekannte Team läuft in braun-gold gestreiften Trikots auf. Seit den 1970er Jahren zählt Hawthorn zu den erfolgreichsten Vereinsmannschaften im Australian Football.

## Geschichte
Der Hawthorn Football Club wurde 1902 gegründet und trat 1925 der Victorian Football League (VFL) bei. Nachdem über Jahrzehnte keine nennenswerten Erfolge eingefahren werden konnten und die Hawks regelmäßig auf den hinteren Plätze der Tabelle landeten, gelang unter der Regie von Trainer John Kennedy im Jahr 1961 der erste Titelgewinn. Die dauerhafte Etablierung als Spitzenteam der VFL erfolgte jedoch erst ab den 1970er Jahren. In diesem Jahrzehnt erreichte Hawthorn vier Grand Finals, von denen drei (1971, 1976, 1978) gewonnen werden konnten. In den 1980ern stiegen die Hawks unter Coach Allan Jeans zur absoluten Top-Mannschaft im Australian Football auf. Zwischen 1983 und 1989 stand Hawthorn siebenmal in Folge im Grand Final, viermal (1983, 1986, 1988, 1989) behielten sie dabei die Oberhand. Aus dieser Zeit resultiert die bis heute andauernde Rivalität zu den Essendon Bombers, die damals den stärksten sportlichen Konkurrenten darstellten und die Hawks in zwei Grand Finals besiegen konnten. Anfang der 1990er endete diese „Goldene Ära“ und Hawthorn rutschte vorübergehend wieder ins Mittelmaß ab. In den letzten Jahren fanden die Hawks unter Trainer Alastair Clarkson jedoch zu alter Stärke zurück. Im Jahr 2008 gelang gegen die Geelong Cats der erste Titelgewinn seit siebzehn Jahren. Zwischen 2012 und 2015 stand Hawthorn jedes Jahr im Grand Final und holte dabei erstmals in der Vereinsgeschichte drei Meisterschaften in Folge (2013–2015).

## Fans
Hawthorn hat fast 70.000 Vereinsmitglieder und einen Zuschauerschnitt von deutlich über 40.000. Damit zählen die Hawks zu den beliebtesten Teams der AFL. Die Fans stammen vor allem aus dem Großraum Melbourne, die Hawks sind jedoch auch in anderen Teilen Australiens, insbesondere in Tasmanien, äußerst populär. Neben ihren regulären Heimspielen im Melbourne Cricket Ground tragen die Hawks seit 2001 in jeder Saison auch einige Spiele im York Park in Launceston auf tasmanischem Boden aus.

## Erfolge
- Meisterschaften (13): 1961, 1971, 1976, 1978, 1983, 1986, 1988, 1989, 1991, 2008, 2013, 2014, 2015
- McClelland Trophy (8): 1961, 1971, 1984, 1985, 1986, 1988, 2012, 2013